# Riki Takeuchi
Riki Takeuchi (jap. 竹内 力, Takeuchi Riki, bürgerlich Takeuchi Chikara; * 4. Januar 1964 in Saiki, Präfektur Ōita, Japan) ist ein japanischer Schauspieler und Sänger.
Takeuchi spiele in einer Vielzahl von Gangsterfilmen, wo er größtenteils Kriminelle mimte. Allein im Jahr 1997 wirkte er in 27 Filmen mit. Daneben ist er ein erfolgreicher Entertainer und Modedesigner.

## Filmografie (Auswahl)
- 1986: Kare no ootobai, kanojo no shima
- 1996: Gangster (Tokyo Mafia: Battle for Shinjuku)
- 1996: Fudoh: The New Generation (極道戦国志 不動, Gokudō Sengokushi: Fudō)
- 1998: Blood – Blutige Geschäfte (Blood)
- 1999: Dead or Alive (DEAD OR ALIVE 犯罪者, Dead or Alive Hanzaisha)
- 2000: Dead or Alive 2 (DEAD OR ALIVE 2 逃亡者, Dead or Alive 2: Tōbōsha)
- 2002: Dead or Alive: Final
- 2002: Deadly Outlaw Rekka (Jitsuroku Andō Noboru kyōdō-den)
- 2003: Ginji – Der Schlächter (Hitokiri Ginji)
- 2003: Battle Royale II: Requiem (Batoru rowaiaru II: Chinkonka)
- 2003: Leben nach dem Tod in Bangkok (Ruang rak noi nid mahasan)
- 2005: Arashi no Yoru ni
- 2006: Yo-Yo Girl Cop (Sukeban Deka: Codename = Asamiya Saki)

## Auszeichnung
Japanese Professional Movie Awards
- 2000: Preisträger des Special Award für Dead or Alive